# Gary Trousdale
Gary A. Trousdale (La Crescenta-Montrose, Kalifornia, 1960. június 8. –) amerikai filmrendező. Gyakran dolgozik Kirk Wise és Don Hahn mellett. Dolgozott a Walt Disney Picures-nek. 2003-ban át pártolt a Dream Works Animation stúdióba, ahol olyan projekteken dolgozott, mint a Madagaszkár pingvinjei, a Shrek  és a közelmúltban a Félelem és Shrekketés.

## Filmjei
- A szépség és a szörnyeteg (1991)
- A Notre Dame-i toronyőr (1996)
- Atlantisz – Az elveszett birodalom (2001)
- A Madagaszkár-pingvinek és a karácsonyi küldetés (2005)
- Shrekből az angyal (2007)
- Félelem és Shrekketés (2010)
- The Pig Who Cried Werewolf (2011)
- Thriller Night (2011)
- Rocky és Bakacsin új kalandja (2014)
- Kung Fu Panda: Unstoppable Awesomeness (2016)
- Kung Fu Panda: The Emperor's Quest (2018)